# Banpalatset
Banpalatset eller Banens palats (kroatiska: Banski dvori) är ett palats och historisk byggnad i Zagreb i Kroatien. Det kulturminnesskyddade palatset ligger på den västra sidan av Sankt Markus torg i Zagrebs historiska stadskärna Gradec, även kallad Övre staden. Byggnaden har sedan början av 1800-talet hyst den verkställande makten i Kroatien och är sedan år 1992 säte för den kroatiska regeringen.

## Historik
År 1807 fattade det kroatiska parlamentet Sabor ett beslut om att köpa byggnaden på den västra sidan av Sankt Markus torg. Från början var det tänkt att huset skulle härbärgera parlamentet, högsta domstolen, de centrala arkiven samt vara bostad åt banen. Det visade sig dock redan från början att huset inte skulle räcka till åt alla dessa ändamål. Åren 1809–1918 tjänade det istället enbart som banens bostad. Därav namnet Banpalatset. 
Åren 1941–1945 tjänade Banpalatset som bostad åt Ante Pavelić, riksföreståndare (poglavnik) i den Oberoende staten Kroatien. 
Den 7 oktober 1991 angrep det jugoslaviska flygvapnet Banpalatset i ett försök att bland annat döda Kroatiens dåvarande president Franjo Tuđman och förhindra Kroatiens självständighetssträvanden. Attentatet misslyckades och dagen efter upplöste det kroatiska parlamentet alla statsbärande relationer med de övriga delrepublikerna i dåvarande Jugoslavien.
Åren 1991–1992 tjänade Banpalatset som den kroatiska presidentens bostad men sedan år 1992 är den tillsammans med en sammanvuxen byggnad säte för den kroatiska regeringen. Presidentens officiella residens är sedan 1992 Presidentpalatset.

## Arkitektur
Banpalatset består av en lång envåningsbyggnad i barockstil. Det är sammanvuxet med en intilliggande byggnad som även den hyser Kroatiens regering. Båda husen är idag kulturmärkta. 

### Fotnoter
1. ↑  Sabor.hr – det kroatiska parlamentets officiella webbplats (kroatiska)
2. ↑  Slobodna Dalmacija – Kroatisk dagstidning (kroatiska)